# 蒼樹勇人
蒼樹 勇人（あおき はやと）は、日本の男性声優。主にアダルトゲームに声をあてている。

## 出演
太字は主役・メインキャラクター

### ゲーム
- 絶対★魔王 ～ボクの胸キュン学園サーガ～（番長）
- Vestige ―刃に残るは君の面影―
- 世界を救うだけの簡単なお仕事
- アマカノ（湯田中雄也、こはる父）
- 戦乙女らんなばうとっ！（ハイレン＝アルセ＝ノーリウム＝ネオン）
- 機関幕末異聞 ラストキャバリエ（高崎正風）
- アマカノ～Second Season～（木戸池幸人）
- アマカノ～Perfect Edition～（湯田中雄也、こはる父）
- アマカノ＋（湯田中雄也、こはる父）
- なないろスクリプト（浅月涼）
- アマカノ～Second Season～＋（木戸池幸人）
- まおてん（最黒チタン）
- 崩壊天使アストレイア（愛原誠）
- 保健室のセンセーとシャボン玉中毒の助手（砂原）
- ハッピーライヴ ショウアップ！
- 恋ニ、甘味ヲソエテ（羽田栄人）
- ケダモノ上司はヤクザにつき（黒山湊）
- ユズリハの詩 -異能力組織犯罪対策部 特殊機動隊 第二課-（坂神祐一郎）[1]
- アンラベル・トリガー（ヤーコフ・ドルゴフ）[2]
- 遥かなるニライカナイ（伯父）
- ドラゴンブラッド～竜の呪いと精液で神に復讐を誓うRPG～（グスタフ）

### OVA
- 俺を見下すセレブ妻のドM願望 新感覚アニメーションノベル妻缶2（城崎一馬）
- 屈辱2 The Animation（舘岡雄吾）
- 思春期セックス 第4話 ぬるぬるデリヘル（杉山）

### BLCD
- 天獄に堕ちる（フィルエル）

### ASMR
- ＤＫ！放課後×××事情（八神藤太）
- 獣王様の生贄 一族繁栄のため子を成します（アウス）